# Högskolereformen 1977
Högskolereformen 1977 var en av flera reformer som förändrade den högre utbildningen i Sverige under 1900-talet. Bland annat avskaffades examenstitlarna, och endast doktorstitlarna fanns kvar. År 1986 återinfördes dock examenstitlarna teologie, juris och filosofie kandidatexamen.
I samband med reformen 1977 blev begreppet "högskola" synonymt med såväl högskola som universitet.
Samtidigt infördes även högskoleprovet.